# Hildur Sandberg
Hildur Sandberg, även känd som Lejoninnan från Lund, född 18 februari 1881 i Ängelholm, död  22 december 1904 i Lund, var en svensk studentpolitiker.

## Biografi
Hildur Sandbergs far Wilhelm Sandberg var guldsmed och hennes mor Emma, född Hartmann, hade en klädvaruhandel. 1895 flyttade hon till Lund för att gå i Anna Rönströms högre elementarskola för flickor. Hon tog studentexamen som privatist 1898 och inskrevs sedan vid Lunds universitets humanistiska fakultet men flyttades efter en dryg termin över till medicinska fakulteten.
Sandberg var en av elva kvinnliga studenter i Lund vid sekelskiftet 1900. År 1900 bildade dessa (bland annat Hilma Borelius och Louise Petrén-Overton) Lunds Kvinnliga Studentförening, där Sandberg blev sekreterare. Hon arbetade för tidskriften Kamraten under signaturen Dur och blev medlem av universitetets vänsterradikala kretsar. Hon tog aktiv del i debattaftnar om aktuella frågor och föreläste om olika kvinnofrågor, sexualitet och samlevnad. Hon var särskilt engagerad i kampen för möjligheten att gifta sig borgerligt. År 1899 invaldes hon i den kulturradikala studentföreningen D.Y.G., Den yngre gubben, med medlemmar som exempelvis Bengt Lidforss, Anders Österling, Anna Bugge-Wicksell och Knut Wicksell. Från år 1903 ingick hon i styrelsen. När D.Y.G. skapade en sekulär söndagsskola 1904 var hon en drivande kraft. År 1904 blev hon medlem i Malmös Socialdemokratiska Ungdomsklubb.
År 1904 träffade hon Adolf Björk, även han medicine studerande. De ingick ett så kallat samvetsäktenskap, vilket väckte stort uppseende då och kan verka inkonsekvent i dag då de hade olika bostäder. Två dagar före julafton samma år hittade han henne medvetslös i sin lägenhet i Lund. Hon avled samma dag på stadens sjukhus. Man kom aldrig till klarhet om dödsorsaken. 
Sandberg fick smeknamnet Magnum Bonum av sina kamrater. Hon och hennes öde skildras i en rad memoarer och självbiografier, bland annat Tora Dahls och Anders Österlings. Hon finns lätt förklädd i samtidsromaner av författare som Gustaf Hellström och K. G. Ossiannilsson.
Sandbergs död väckte stort uppseende. Mer än 2 000 personer följde henne till graven på Norra kyrkogården i Lund. År 1913 reste Lunds arbetarekommun en gravvård över henne. Då intresset för hennes livsöde åter väcktes på 1970-talet visade sig den vara försvunnen och 1979 reste Lunds arbetarekommun en ny gravvård.
Hildur Sandberg fått ge namn åt en gata i Lund. I stadsdelen Värpinge, som byggdes under 1990-talet, finns Hildur Sandbergs gata.
Hon avporträtterades av Anders Trulson.

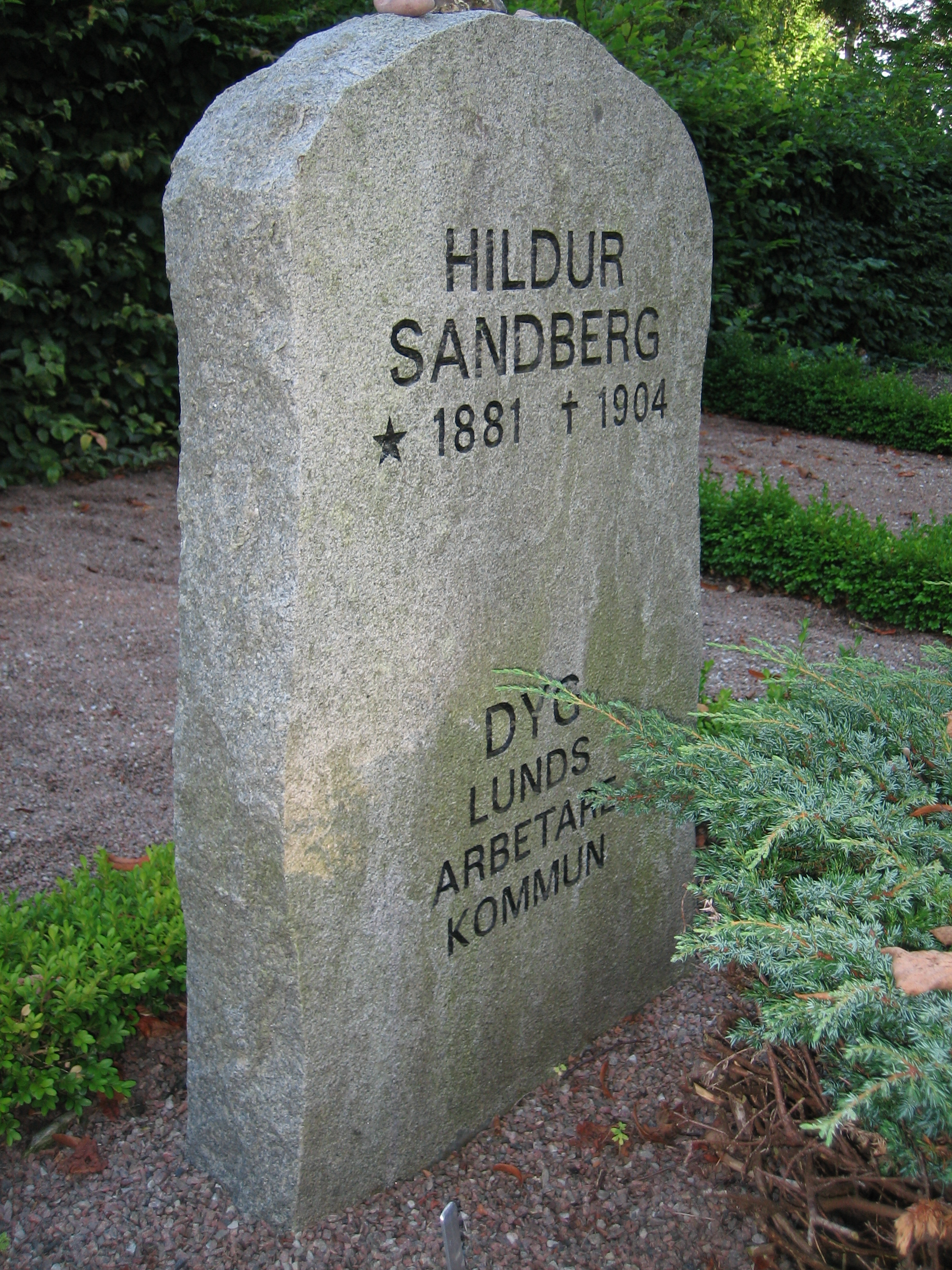
Hildur Sandbergs grav på Norra kyrkogården i Lund.